# 1930 في الولايات المتحدة
فيما يلي قوائم الأحداث التي وقعت خلال عام 1930 في الولايات المتحدة.

## أحداث
- 1 يناير – قصعة الغبار

## سياسة

### تعيين في المنصب
- 1 يناير – نوح مورجن ميسون عضو مجلس ولاية إلينوي.
- 13 فبراير – تشارلز إيفانز هيوز رئيس المحكمة العليا للولايات المتحدة.
- 23 سبتمبر – فرانك ميرفي عمدة ديترويت، ميشيغان، عمدة ديترويت.

### انتهاء فترة المنصب
- 1 يناير – تشارلز توبي حاكم نيو هامبشاير [الإنجليزية]‏.
- 1 يناير – جون شيرمان كوبر عضو مجلس نواب كنتاكي.
- 15 يناير – هاري فلود بيرد حاكم فرجينيا [الإنجليزية]‏.
- 3 فبراير – ويليام هوارد تافت رئيس المحكمة العليا للولايات المتحدة.

## ظهور
- 1 يناير – الصقر المالطي كتاب من تأليف داشييل هاميت.
- 1 يناير – بينوكيو
- 1 يناير – سنو وايت والأقزام السبعة
- 1 يناير – سنيكرز
- 1 يناير – فانتازيا
- 1 يناير – مجلة فورتشن
- 1 يناير – هوليوود ريبورتر
- 1 يناير – هونكي تونك

## أفلام
من الأفلام التي صدرت هذه السنة في الولايات المتحدة:
- 1 يناير – أفريقيا
- 1 يناير – البيت الكبير من إخراج جورج هيل (مخرج).
- 1 يناير – المطلقة من إخراج روبرت ز. ليونارد [الإنجليزية]‏.
- 1 يناير – دورية الفجر من إخراج هاورد هوكس.
- 1 يناير – سحوبات من إخراج جورج فيتزموريس.
- 1 يناير – عالم مجنون من إخراج ويليام تشرشل ديميل.
- 1 يناير – ملك الجاز من إخراج Paul Fejos [الإنجليزية]‏، جون موراي أندرسون.
- 1 يناير – مين وبيل من إخراج جورج هيل (مخرج).
- 21 أبريل – كل شيء هادىء على الجبهة الغربية من إخراج لويس مايلستون، نيت وات.[1]

## برامج ومسلسلات وأنمي
- لوني تيونز

## كتب
من الكتب التي صدرت هذه السنة في الولايات المتحدة:
- 1 يناير – الصقر المالطي من تأليف داشييل هاميت.

## مواليد

### يناير
- 1 يناير – جودي كلاب
- 1 يناير – جيم براون لاعب كرة سلة أمريكي.
- 1 يناير – ريتشارد نيلسون[2]
- 1 يناير – موشيه هيرش سياسي أمريكي.
- 3 يناير – إدي إيغان[3]
- 3 يناير – روبرت لوجيا ممثل أمريكي.[4]
- 4 يناير – سوريل بوكه ممثل أمريكي.[5]
- 13 يناير – فرانسيس ستيرنهيغن ممثلة أمريكية.[6]
- 15 يناير – إدي غراهام
- 15 يناير – جرابوسكى جو لاعب كرة سلة أمريكي.
- 16 يناير – كلارنس راي الن مجرم من الولايات المتحدة الأمريكية.
- 20 يناير – بز ألدرن رائد فضاء أمريكي.[7]
- 20 يناير – ديك روزنتال
- 23 يناير – وليام آر بوج رائد فضاء أمريكي.[8]
- 30 يناير – جين هاكمان
- 30 يناير – دون بروكيت ممثل أمريكي.[9]

### فبراير
- 4 فبراير – جيم لسكتف لاعب كرة سلة أمريكي.[10]
- 10 فبراير – روبرت واغنر ممثل أمريكي.[11]
- 12 فبراير – ارلين سبكتر سياسي أمريكي.[12]
- 15 فبراير – سارة جين مور مجرمة من الولايات المتحدة الأمريكية.[13]
- 16 فبراير – ريكو براونينغ
- 18 فبراير – ثيدور فريمان رائد فضاء أمريكي.[14]
- 21 فبراير – هاري إس دنت، الأب[15]
- 24 فبراير – باربرا لورانس[16]
- 27 فبراير – جوان وودوارد[17]
- 28 فبراير – روبرت ماركوتشي
- 28 فبراير – ليون كوبر فيزيائي أمريكي.[18]

### مارس
- 2 مارس – جون كولوم[19]
- 3 مارس – إيفان بول كامينوف فيزيائي أمريكي.
- 3 مارس – بيت دارسي لاعب كرة سلة من الولايات المتحدة الأمريكية.
- 7 مارس – ستانلي ميلر[20]
- 10 مارس – مارك ووركمان لاعب كرة سلة أمريكي.
- 13 مارس – بيفرلي بيكر فليتز لاعبة كرة مضرب من الولايات المتحدة.
- 17 مارس – جيمس إروين رائد فضاء أمريكي.[21]
- 21 مارس – جيمس كوكو[22]
- 22 مارس – بات روبرتسون سياسي أمريكي.[23]
- 22 مارس – بوبي واتسون لاعب كرة سلة أمريكي.
- 22 مارس – ستيفن سونديم[24]
- 24 مارس – ستيف ماكوين ممثل أمريكي.[25]
- 26 مارس – ساندرا داي أوكونور[26]
- 28 مارس – جيروم فريدمان فيزيائي أمريكي.[27]
- 30 مارس – جون أستين[28]

### أبريل
- 5 أبريل – ماري كوستا[29]
- 9 أبريل – فرانك ألبرت قوطون كيميائي أمريكي.
- 11 أبريل – أنتون ليفي مؤسس الشيطانية الإلحادية وكنيسة الشيطان.[30]
- 14 أبريل – أرنولد أولا بيرنز محامي أمريكي.
- 14 أبريل – برادفورد ديلمان ممثل أمريكي.[31]
- 14 أبريل – جاي روبنسون[32]
- 19 أبريل – كورتيس روزفلت كاتب أمريكي.[33]
- 20 أبريل – جيفري هارت صحفي أمريكي.[34]
- 24 أبريل – ريشارد دونر[35]
- 28 أبريل – جيمس بيكر سياسي أمريكي.[36]
- 28 أبريل – ريتشارد صرافيان مخرج أفلام أمريكي.[37]
- 28 أبريل – كارولين جونس ممثلة أمريكية.[38]

### مايو
- 10 مايو – آدم داريوس[39]
- 10 مايو – جورج سميث فيزيائي أمريكي.
- 12 مايو – بات ماكورميك غطاسة من الولايات المتحدة الأمريكية.[40]
- 19 مايو – لورين هانزبيري[41]
- 21 مايو – جيم نيل لاعب كرة سلة من الولايات المتحدة الأمريكية.
- 22 مايو – هارفي ميلك سياسي أمريكي.[42]
- 23 مايو – تشارلز كيلمان
- 27 مايو – جون بارث كاتب أمريكي.[43]
- 28 مايو – فرانك دريك[44]
- 31 مايو – كلينت إيستوود ممثل ومخرج أمريكي.[45]

### يونيو
- 1 يونيو – بات كورلي ممثل أمريكي.[46]
- 1 يونيو – ريتشارد ليفينز
- 2 يونيو – تشارلز كونراد رائد فضاء أمريكي.[47]
- 3 يونيو – ماريون زيمر برادلي[48]
- 6 يونيو – ثيودور جاي فليكر[49]
- 12 يونيو – جيم نابورس[50]
- 12 يونيو – دونالد بايرن لاعب شطرنج من الولايات المتحدة الأمريكية.
- 13 يونيو – جيمس يستفال عالم فلك أمريكي.
- 19 يونيو – جينا رولاندز ممثلة أمريكية.[51]
- 20 يونيو – بيل هوجلاند لاعب كرة سلة أمريكي.
- 23 يونيو – والتر دوكز لاعب كرة سلة أمريكي.
- 27 يونيو – روس بيروت سياسي أمريكي.
- 30 يونيو – توماس سويل[52]

### يوليو
- 2 يوليو – أحمد جمال[53]
- 4 يوليو – جوني ساكستون ملاكم من الولايات المتحدة الأمريكية.
- 5 يوليو – تومي كوك[54]
- 13 يوليو – ديك بانت
- 14 يوليو – بولي بيرغن[55]
- 15 يوليو – ستيفن سمال رياضياتي أمريكي.[56]
- 16 يوليو – جوي جيارديلو ملاكم من الولايات المتحدة الأمريكية.[57]
- 20 يوليو – تشاك دالي[58]
- 30 يوليو – ألفريد دانييل ويليامز كينغ[59]

### أغسطس
- 1 أغسطس – لورانس ايغلبرغر دبلوماسي من الولايات المتحدة الأمريكية.[60]
- 5 أغسطس – ريتشي جينثر
- 5 أغسطس – نيل آرمسترونغ رائد فضاء أمريكي.[61]
- 6 أغسطس – توم برينان لاعب كرة سلة أمريكي.
- 12 أغسطس – جون جي شميتز سياسي أمريكي.[62]
- 13 أغسطس – توماس أبيركرومبي[63]
- 13 أغسطس – جون كاكافاس[64]
- 16 أغسطس – توني ترابيرت لاعب كرة مضرب أمريكي.
- 16 أغسطس – روبرت كولب[65]
- 19 أغسطس – فرانك ماكورت[66]
- 20 أغسطس – نيكي كدي[67]
- 28 أغسطس – بن غازار ممثل أمريكي.[68]
- 29 أغسطس – جيم والش لاعب كرة سلة من الولايات المتحدة الأمريكية.
- 30 أغسطس – وارن بافت[69]
- 31 أغسطس – لو تسيوروبولوس لاعب كرة سلة أمريكي.[70]

### سبتمبر
- 4 سبتمبر – دون أكرمان لاعب كرة سلة من الولايات المتحدة الأمريكية.
- 4 سبتمبر – روبرت أرنيسون فنان أمريكي.[71]
- 9 سبتمبر – جيمس دارنيل[72]
- 14 سبتمبر – آلن بلوم[73]
- 14 سبتمبر – يوجين غوردن فيزيائي أمريكي.
- 17 سبتمبر – توماس ستافورد رائد فضاء أمريكي.[74]
- 17 سبتمبر – ديفيد هودلستون ممثل أمريكي.[75]
- 20 سبتمبر – ريتشارد مونتاغيو[76]
- 23 سبتمبر – ري تشارلز موسيقي أمريكي.[77]
- 24 سبتمبر – جون يونغ رائد فضاء أمريكي.[78]
- 24 سبتمبر – جيم هولشتاين[79]
- 26 سبتمبر – فيليب بوسكو ممثل أمريكي.[80]
- 30 سبتمبر – بن كوبر

### أكتوبر
- 5 أكتوبر – سكيب هومير ممثل أمريكي.[81]
- 11 أكتوبر – صموئيل جونسون
- 13 أكتوبر – زيكي زاولوك لاعب كرة سلة أمريكي.[82]
- 14 أكتوبر – ديك هارتر مدرب كرة سلة من الولايات المتحدة الأمريكية.[83]
- 18 أكتوبر – فرانك كارلوتشي سياسي أمريكي.[84]
- 30 أكتوبر – دون مينيك لاعب كرة سلة أمريكي.[85]

### نوفمبر
- 1 نوفمبر – دون أنيلاك لاعب كرة سلة أمريكي.
- 5 نوفمبر – ريتشارد دافالوس ممثل أمريكي.[86]
- 11 نوفمبر – ميلدريد دريسلهوس فيزيائية أمريكية.[87]
- 11 نوفمبر – هيو إيفرت الثالث[88]
- 13 نوفمبر – فريد ر هاريس سياسي أمريكي.[89]
- 14 نوفمبر – إدوارد هيغنز وايت رائد فضاء أمريكي.[90]
- 17 نوفمبر – بوب ماثياس سياسي أمريكي.[91]
- 18 نوفمبر – إيرف بيموراس لاعب كرة سلة أمريكي.
- 22 نوفمبر – أوين ك. جاريوت رائد فضاء أمريكي.
- 23 نوفمبر – بيل بروك سياسي من الولايات المتحدة الأمريكية.[92]
- 23 نوفمبر – روبرت إيستون ممثل أمريكي.[93]
- 30 نوفمبر – ريتشي ريغان

### ديسمبر
- 1 ديسمبر – بيل كينفيلي لاعب كرة سلة أمريكي.
- 2 ديسمبر – غاري بيكر عالم اقتصاد أمريكي.[94]
- 10 ديسمبر – راي فيليكس لاعب كرة سلة من الولايات المتحدة الأمريكية.
- 13 ديسمبر – بيل تشامبرز
- 24 ديسمبر – روبرت جوفري[95]

## وفيات

### يناير
- 22 يناير – ستيفن ماثر (مواليد 1867) صحفي من الولايات المتحدة الأمريكية.[96]

### فبراير
- 15 فبراير – تشارلز فليتشر جونسون (مواليد 1859) سياسي أمريكي.[97]
- 23 فبراير – مابل نورماند (مواليد 1892)[98]

### مارس
- 8 مارس – ادوارد تيري سانفورد (مواليد 1865)
- 8 مارس – ويليام هوارد تافت (مواليد 1857) سياسي أمريكي.[99]
- 28 مارس – أوريون ميتكالف الحلاق (مواليد 1857) سياسي أمريكي.

### يونيو
- 11 يونيو – هنري كلاي فولجر (مواليد 1857) رائد أعمال من الولايات المتحدة الأمريكية.[100]

### يوليو
- 23 يوليو – غلين كورتيس (مواليد 1878)[101]

### أغسطس
- 2 أغسطس – كلارنس هوبارت (مواليد 1870) لاعب كرة مضرب من الولايات المتحدة.
- 5 أغسطس – إيسابيلا ماكدونالد ألدين (مواليد 1841) كاتبة أمريكية.[102]
- 11 أغسطس – إدوارد أنجل (مواليد 1855) طبيب أسنان من الولايات المتحدة الأمريكية.[103]
- 25 أغسطس – بين ويلسون (مواليد 1876)[104]
- 25 أغسطس – فرانكي كامبل (مواليد 1904) ملاكم من الولايات المتحدة الأمريكية.
- 26 أغسطس – لون تشاني (مواليد 1883)[105]

### سبتمبر
- 5 سبتمبر – كارل بانزرام (مواليد 1891)[106]

### أكتوبر
- 28 أكتوبر – ماري هاريسون ماكي (مواليد 1858) سياسية من الولايات المتحدة الأمريكية.

### نوفمبر
- 9 نوفمبر – تاسكر هاوارد بليس (مواليد 1853)[107]

### ديسمبر
- 17 ديسمبر – ويلر بيكهام بلادغود (مواليد 1871) محامي أمريكي.
- 31 ديسمبر – بايرون سيلفستر وايت (مواليد 1852) سياسي أمريكي.